# Jüdischer Friedhof (Ansbach)

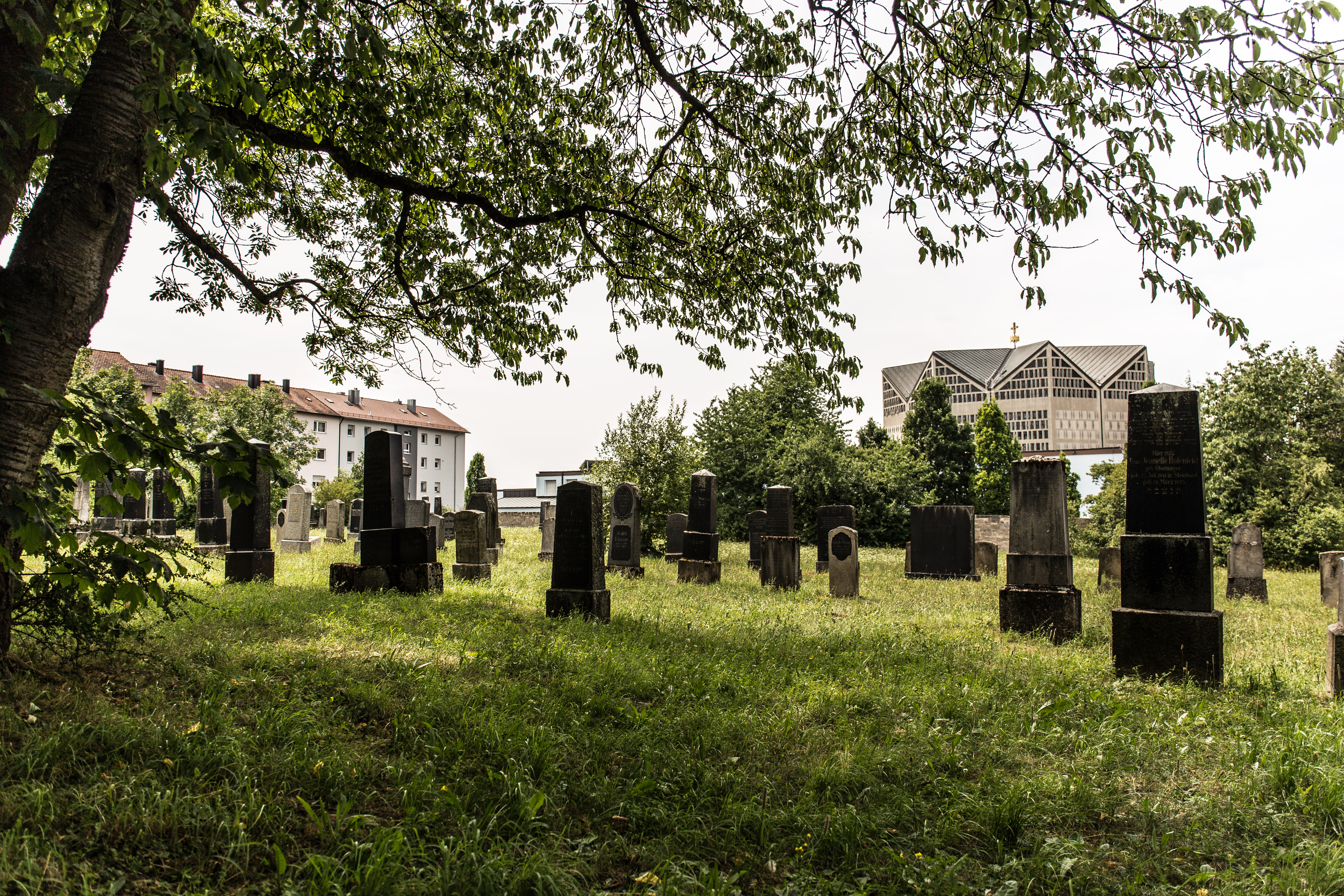
Ansicht des Friedhofs

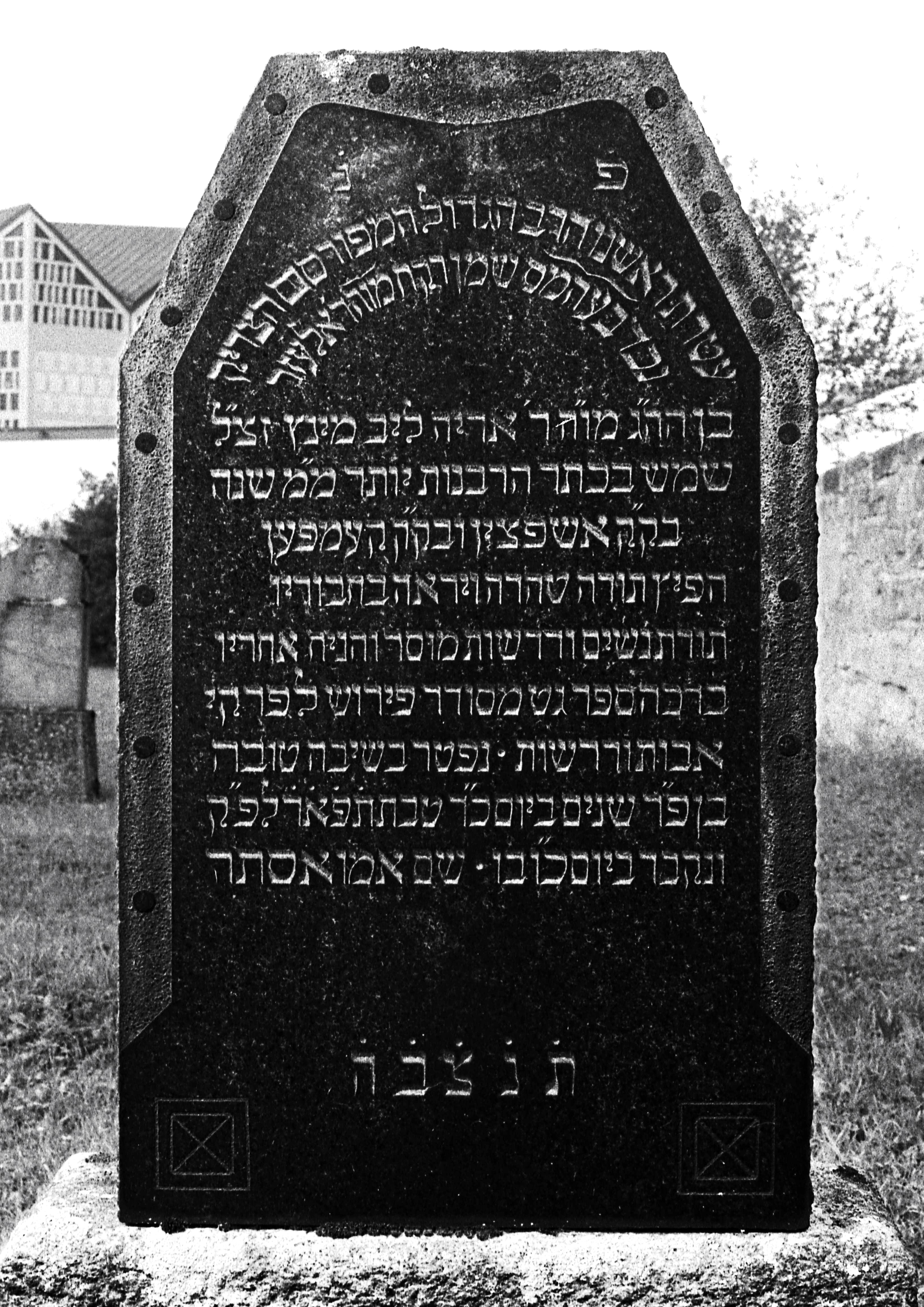
Grabstein von Rabbiner Lazar Münz

Der Jüdische Friedhof Ansbach ist eine jüdische Begräbnisstätte im bayerischen Ansbach.
Von den ursprünglich 561 Grabsteinen des 39,90 Ar großen Friedhofs sind noch 117 erhalten.

## Geschichte
Der jüdische Friedhof des Ortes wurde im Jahr 1816 errichtet. Vorher wurden die seit dem 14. Jahrhundert (möglicherweise auch bereits seit dem 13. Jahrhundert) lebenden Ansbacher Juden auf dem Friedhof in Bechhofen beigesetzt. Im Jahr 1896 erfuhr der Friedhof eine Erweiterung.
In den Jahren 1927, 1932 und 1938 wurde der Friedhof das Ziel von Schändungen; im Jahr 1944 musste das in der sogenannten Reichskristallnacht schwer beschädigte Taharahaus abgerissen werden.
Die letzte Beisetzung auf dem Friedhof war im Jahr 1949 die von Jankel Warzager.
Die 117 noch existierenden Grabsteine (Mazewot) des Friedhofs wurden erst nach Ende des Zweiten Weltkrieges wiederhergestellt. Unter diesen 117 Grabsteinen weisen zwölf lediglich Sockel- bzw. Sockelfundamentreste auf. Einer historischen Fotografie zufolge waren einige Grabsteine ursprünglich nach Westen ausgerichtet.